# Павел Корчагин (персонаж)
Па́вел Андреевич Корча́гин — главный герой романа Николая Островского «Как закалялась сталь» (1932) и снятых по этому произведению фильмов. Сразу после публикации романа Павел Корчагин, чья юность в годы Гражданской войны и НЭПа прошла в борьбе за коммунизм и счастье трудящихся, стал идеалом для подражания для нескольких поколений советских людей.

## Киновоплощения
Роман неоднократно экранизировался в СССР, при этом каждый раз образ Павла Корчагина представал перед зрителями в новом свете.
Первый фильм по роману Николая Островского вышел в 1942 году, в тяжёлое время Великой Отечественной войны. Тогда Павел Корчагин призван был вдохновить на подвиги советских людей, ведущих борьбу с немецко-фашистскими захватчиками. Его образ воплотил актёр Виктор Перист-Петренко, который в какой-то мере повторил трагическую судьбу своего героя — сразу же после съёмок в фильме он ушёл на фронт..
В 1957 году вышла совместная режиссёрская работа Владимира Наумова и Александра Алова «Павел Корчагин», в которой главного героя сыграл Василий Лановой. Как писала в 1967 году кинокритик В. Тулякова,
Василий Лановой отлично справился с этой задачей. Своим исполнением он как бы осовременил этот классический образ комсомольца двадцатых годов, вдохнул в него новую жизнь, ничего не утратив из литературного образа.
В 1973 году режиссёром Николаем Мащенко был создан шестисерийный телевизионный фильм «Как закалялась сталь», в котором образ Корчагина воплотил на экране Владимир Конкин. Эта роль сделала молодого актёра популярным, а в 1974 году принесла ему Премию им. Ленинского комсомола. Павка в исполнении Конкина отличался от прежних экранных Корчагиных бо́льшим лиризмом, романтичностью и интеллигентностью. В 1975 году под тем же названием «Как закалялась сталь» вышла также киноверсия этого фильма.
В 2000 году 20-серийный телевизионный фильм «Как закалялась сталь», снятый китайскими кинематографистами на Украине, был признан в Китае лучшим сериалом года. В роли Корчагина снялся украинский актёр Андрей Саминин.

## Культурное и общественное влияние
В ряде городов бывшего Советского Союза есть улицы, названные в честь Павла Корчагина — это редчайший случай запечатления литературного персонажа в официальной городской топонимике. Так, улица Павла Корчагина есть в Москве, в Кирове, в Нижнем Новгороде, в Астрахани (причём в последнем случае улица получила такое название уже после распада СССР), в Бийске, в Рудном (Костанайская область, Казахстан), в Запорожье, в Горловке (Донецкая область, Украина), в Павлограде (Днепропетровская область, Украина; переименована), в Тирасполе. Кроме того, улица Павла Корчагина есть в Гагаринском районе города Севастополь. Улица Корчагина существует в Сочи (на ней находится Литературно-мемориальный музей Н. А. Островского), в Новосибирске, в Орле, в Брянске, в Йошкар-Оле, в Новоалтайске, в Алма-Ате, в Кокшетау. Бульвар Корчагина существует в Набережных Челнах. Улица Корчагинцев была в Харькове (переименована).
В Белграде открыт ресторан сербской кухни «Кафана Павле Корчагин».

## Интересные факты
- В повести Аркадия Гайдара «Школа» (написана в 1929 году) одного из эпизодических персонажей зовут Павлом Корчагиным.
- Павел Корчагин является любимым литературным героем китайского актёра Джета Ли[7].
- В народе советского поэта и прозаика Эрилика Эристиина прозвали «якутским Корчагиным»[8].